# 基茨默德山
47°05′30″N 10°47′48″E / 47.091747°N 10.796685°E

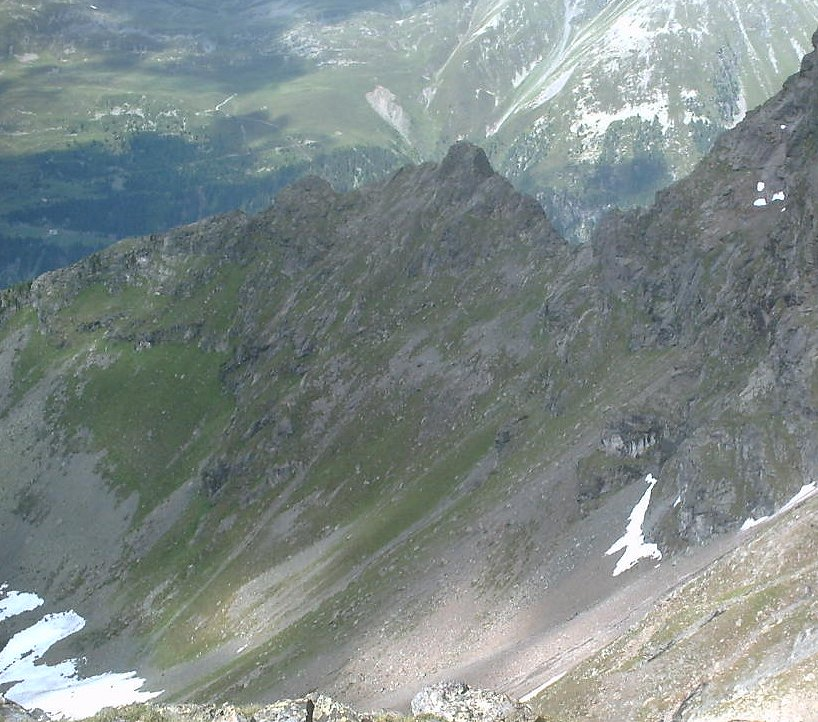

基茨默德山（德語：Kitzmörder），是奧地利的山峰，位於該國西部，由蒂羅爾州負責管轄，屬於奧茨塔爾阿爾卑斯山脈的一部分，距離阿黑科格爾山0.3公里，海拔高度2,435米。